# Campionati del mondo di ciclocross 2012 - Gara maschile Under-23
La gara maschile Under-23 dei Campionati del mondo di ciclocross 2012, diciassettesima edizione della prova, si svolse il 28 gennaio 2012 con partenza ed arrivo da Koksijde, in Belgio, su un percorso totale di 20,65 km. La vittoria fu appannaggio dell'olandese Lars van der Haar, il quale terminò la gara in 49'20", precedendo il belga Wietse Bosmans e l'altro olandese Michiel van der Heijden terzo.
I corridori che presero il via furono 53, dei quali 35 completarono la gara.

## Squadre partecipanti
| N. atleti | Cod. | Squadra       |
| --------- | ---- | ------------- |
| 1         | AUT  | Austria       |
| 5         | BEL  | Belgio        |
| 1         | CAN  | Canada        |
| 4         | CZE  | Rep. Ceca     |
| 2         | DEN  | Danimarca     |
| 4         | FRA  | Francia       |
| 4         | GER  | Germania      |
| 3         | GBR  | Gran Bretagna |
| 5         | ITA  | Italia        |

| N. atleti | Cod. | Squadra     |
| --------- | ---- | ----------- |
| 1         | LTU  | Lituania    |
| 1         | LUX  | Lussemburgo |
| 6         | NLD  | Paesi Bassi |
| 4         | POL  | Polonia     |
| 1         | SVK  | Slovacchia  |
| 4         | ESP  | Spagna      |
| 1         | SWE  | Svezia      |
| 4         | SUI  | Svizzera    |
| 2         | USA  | Stati Uniti |

## Ordine d'arrivo (Top 10)
| Pos. | Corridore               | Squadra     | Tempo   |
| ---- | ----------------------- | ----------- | ------- |
| 1    | Lars van der Haar       | Paesi Bassi | 49'20"  |
| 2    | Wietse Bosmans          | Belgio      | a 1"    |
| 3    | Michiel van der Heijden | Paesi Bassi | a 4"    |
| 4    | Arnaud Jouffroy         | Francia     | a 5"    |
| 5    | Laurens Sweeck          | Belgio      | a 50"   |
| 6    | Marek Konwa             | Polonia     | a 56"   |
| 7    | Mike Teunissen          | Paesi Bassi | a 1'03" |
| 8    | Arnaud Grand            | Svizzera    | a 1'13" |
| 9    | David Menut             | Francia     | s.t.    |
| 10   | Gianni Vermeersch       | Belgio      | a 1'28" |